# 欧盟公民
欧盟公民概念是由马斯特里赫特条约提出的。欧盟公民是对主权国家公民的一种补充，给予他们诸如选举欧洲议会成员，在欧盟境内自由迁徙、居住和工作，受到欧盟各成员国保护等等权利。

## 历史
欧洲公民的概念是由马斯特里赫特条约确立的，并被后来的阿姆斯特丹条约扩充修正。在1992年签订马斯特里赫特条约之前，欧洲各共同体条约保障了经济活动人口的自由迁徙。巴黎条约 (1951年)成立了欧洲煤钢共同体，它允许工人在国家间自由迁徙。随后在1957年签订的罗马条约则保障了工人与服务的自由流动。
同时，欧洲法院解释，该条约的规定不仅仅具有狭隘的经济目的，更具有广泛的社会目的。在「莱文案」，法院認為“可以自由地外出工作十分重要，这不仅是通往創建單一市場以增進会员国經濟利益的一種手段，更是劳动者提高其生活质量的一種權利”。根据欧洲法院的判例法，劳动者自由流动的权利无关于其在外工作的目的。它无关于劳动者是为了全职工作还是兼职工作，或是其迁徙是否受到国家的财政援助。自从欧洲法院支持服务的接收者拥有自由流动的权利（人们很容易就符合条约所规定的标准）。如此一来即便是马斯特里赫特条约之前，每一个有效的协约国，无论其经济活跃与否，都必须按条约第十二条规定不得歧视他们。
欧洲法院认为欧洲公民的确认对尚无联盟法律规定的领域，保障了公民自由流动的实质性权利。

## 已宣布的权利
从历史上来看，成为欧洲公民的好处就是可以自由迁徙。这个区域包括了欧洲经济区与瑞士领土。随着欧盟公民的确认，一些政治权利也应运而生。欧洲联盟基本条约给公民提供了“直接参与联盟的民主生活”以及“直接在欧洲议会当中代表联盟一级”等权利。具体地来说，保障如下权利：
政治权利
- 在欧洲选举中投票：在任何一个欧盟成员国中，享有欧洲议会的选举权与作为欧洲议会的参选人（第22条）
- 在本地选举中投票：在任何一个欧盟成员国国内，都有选举权与被选举权（同上）
- 访问欧洲政府文件：有权利阅览欧洲议会、欧洲理事会、欧盟委员会的文件（第15条）
- 议会请愿与监察员：有权利向欧洲议会情愿； 有权利向请求欧洲监察使关注一些管理不善的机构（第24条）[16]
- 语言权利：有权利使用任意一种联盟语言向欧洲议会提出申请并以同种语言接收回覆。（同上）

自由流动的权利
- 自由迁徙和居住的权利：有权利在欧盟境内自由迁徙和居住，并有权在任何机构工作（包括国家公务员）（第21条）
- 不受国籍歧视：在协约范围内有权利不因国籍为由受到歧视性政策（第18条）

海外权利
- 领事保护：如果在某一非欧盟成员国国家没有公民本国的领事馆，则有权利受到任一欧盟成员国的领事保护（第23条）

## 公民身份的取得
作为欧盟成员国公民的一种补充，没有统一的政策来规定欧盟公民身份的取得（如果你不是欧盟成员国的国民，那么你自然不能成为欧盟公民）。欧洲联盟基本条约在第20条第一款对此作了如下表述: 
“欧盟的公民身份以此确认。每一个欧盟成员国的公民即为欧盟公民。欧盟公民身份并不取代原来的公民身份而是作为独立补充存在。”
虽然只要是欧盟成员国公民就是欧盟公民，但是各成员国依然存在诸多的法律条例来规定公民身份的取得和丧失。

## 延伸阅读
- 欧盟长期居民